# Netenria koreana
Nenteria koreana – gatunek roztocza z kohorty żukowców i rodziny Nenteriidae.
Gatunek ten opisali w 2012 roku J. Kontschán, S. J. Park, T. J. Yoon i W. Y. Choi.
Roztocz ten osiąga 670–680 długości owalnej idiosomy o gładkiej powierzchni. Szczeciny grzbietowe ma krótkie i igłowate. Na pozbawionej ornamentacji tarczce piersiowej znajdują się 4 pary szczecin sternalnych. Tarczka brzuszna ma siateczkowatą rzeźbę i opatrzona jest gładkimi, igłowatymi szczecinami wentralnymi. Kształt perytrem jest haczykowaty. Na tarczce genitalnej samic występują owalne dołki. Samiec nieznany.
Gatunek znany z Korei Północnej.